# 第一書記
第一書記（だいいちしょき、英語: First Secretary, ロシア語: Первый секретарь）は、主にマルクス・レーニン主義政党の党首を示す称号の一つ。

## 概要
- ソビエト連邦共産党において、ヨシフ・スターリン（党書記長・ソビエト連邦首相）の死後、集団指導体制のもとで暫定的な最高指導者となったゲオルギー・マレンコフは、権力の帰趨が定まらない状況下で、スターリンの役職のうち政府首相職である「閣僚会議議長（首相）」（Председатель Совета Министров СССР）のみを継承し、「書記長」（Генеральный секретарь）を名乗らず、書記局の名簿の筆頭に名を連ねたに過ぎなかった（が、わずか数日で書記局から追われた）。1953年に権力を掌握したニキータ・フルシチョフが、党首ではあるが「書記の一員」であることを含意して「第一書記」の称号を採用した。その後スターリン批判の一環として、この称号は個人崇拝否定の象徴となったが、フルシチョフ失脚後は、レオニード・ブレジネフによって1966年に「書記長」に戻された。
- ポーランド統一労働者党、ドイツ社会主義統一党、チェコスロバキア共産党、モンゴル人民革命党、ベトナム労働党なども、1953年以降ソ連共産党にならって党首の称号を「第一書記」に改めた。ブレジネフ時代以後は「書記長」に戻しているが、その時期はソ連と比べてかなり遅く、1970年代後半から1980年代まで「第一書記」が使われている。ただし、キューバ共産党は結党以来「第一書記」を使っている。なおベトナム語漢字表記では「第一秘書」だが、日本語・中国語では「第一書記」と表記することが一般的である。
- 朝鮮労働党の最高職は「総書記」であったが（1966年以前は委員長）、第2代総書記であった金正日の死去を受けて総書記は空席となり、2012年4月11日に開催された第4回党代表者会で総書記に代わる新たな最高職として「第一書記」が設置され、金正恩が就任した[1]。2016年5月9日、朝鮮労働党第7次大会において、金正恩は党第一書記に代わって新設された「党委員長」に就任した。その後、2021年1月の朝鮮労働党第8次大会で「総書記」のポストが復活し「党中央委員会第一書記」として第一書記の名を有するポストが新設された[2]。金正恩が総書記に就任し、第一書記には党政治局常務委員兼組織担当書記の趙甬元が就任したと報じられた。第一書記は金正恩の委任を受けて会議を主催する権限を有し、韓国のメディアは事実上のナンバー2と評する一方で、金正恩の公務を軽減する対応ではないかという見方もある[3]。なお朝鮮語漢字表記では、ベトナムの例同様にそれぞれ「總秘書」「第一秘書」であるが日本語等では「～書記」との表記が主流である。
- 日本共産党は1955年に野坂参三が「第一書記」に就任したが、1958年には野坂は中央委員会議長となり、宮本顕治が「書記長」に就任、「第一書記」という職名はなくなった。1970年には、「書記長」はなくなり、「書記局長」が設けられ、不破哲三が就任したが、最高指導者である共産圏諸国などの書記長と異なって、委員長を補佐するポジションである。
- マルクス・レーニン主義政党ではない政党が第一書記を職名に使用している場合もあり、フランスの社会党の党首は「第一書記」（フランス語: Premier secrétaire）である。